# Giongo (Fluss)
Der Giongo (auch: Gionco) ist ein rund 5 Kilometer langer linker Nebenfluss des Brembo in der italienischen Provinz Bergamo, Lombardei. Er entspringt zwischen dem Monte Lumbric und dem Canto Alto, fließt durch die Valle del Giongo (auch Valle di Giongo genannt) in den Gemeinden Villa d’Almè und Sedrina und mündet bei Botta, einer Fraktion von Sedrina im Val Brembana, in den Brembo.
Sein unterer Abschnitt bildet die nördliche Grenze des Parco dei Colli di Bergamo.